# 中國—布基納法索關係
中国—布基納法索关系（法語：Relations entre la Chine et la Burkina Faso），是指中华人民共和国和布基納法索之間的雙邊關係。中华人民共和国曾援助布基納法索防治痲疹，兩國及後在1973年建交；此後，中华人民共和国為布基納法索提供援助，九名參與援助項目的人員在布基納法索殉職。但是，布基納法索其後在1994年与中華民國恢復外交關係，中華人民共和國因而與之中斷邦交。2018年，布基納法索恢复与中华人民共和国政府外交关系，同时与中华民国政府断交。

## 歷史
布基納法索曾名為「上沃爾特共和國」，在1984年8月改為現名。1961年，上沃爾特與中華民國建立外交關係，當地成為中華民國對外農業技術援助的重點，而中華民國援助上沃爾特的「姑河計畫」被認為是中華民國進行國際宣傳的樣版:357；當時，上沃爾特極度反對共產主義，該國沒有共產黨活動，也不與社会主义国家建立邦交。
1973年，上沃爾特爆發痲疹，當地政府首腦向中華人民共和國求助，請求中華人民共和國援助上沃爾特推行防治痲疹。中华人民共和国国务院总理周恩来致电上沃爾特總統阿布巴卡尔·拉米扎纳，對當地爆發痲疹一事表示慰問；雖然中華人民共和國與上沃爾特當時沒有邦交，但中華人民共和國仍以紅十字會的名義援助當地，由中国红十字会向上沃爾特红十字會提供足夠讓30萬人次使用的麻疹疫苗，以及總值10萬元人民幣的药品。同年9月15日，中華人民共和國與上沃爾特簽訂經濟技術合作協定，並建立外交關係；中華人民共和國答應繼續進行中華民國的「姑河計劃」，並為上沃爾特興修鐵路:350。
建交後，中華人民共和國容許布基納法索的學生赴華留學，兩國亦有藝術團體互訪；此外，中華人民共和國亦有派醫療隊援助當地:177。中國有八名援助布基纳法索的医生殉職:326，其中有四人1981年因交通事故而在當地死去，布基纳法索政府向這四名队员追頒勳章，並为他们举行隆重的葬礼:266。中華人民共和國還為布基纳法索援建8月4日体育场，兩國協定由布基纳法索提供中方援建专家的车辆，但當局因缺乏資金而沒有更新旧车辆，中華人民共和國多次提出此問題，未果；最終，一名為中國援建項目工作的司机因车辆和轮胎太旧而意外身亡:347。
其後，布基纳法索于1994年2月2日與中華民國恢復外交關係，中華人民共和國在同月4日與之中斷邦交，學者對布基纳法索與中華民國復交的動機有不同看法。上海三联书店出版的書籍《资深外交官看世界》指出，布基纳法索总统布莱斯·孔波雷一向追求奢华，中華民國政府看中他這個性，便數次派員密访，承諾為他興建總統府；加上孔波雷親信、塞内加尔总统阿卜杜·迪烏夫的游說，孔波雷最終決定與中華民國復交，還因而取得一筆外匯，但總統府的落成則遥遥无期:149。另一邊廂，台灣歷史學家王文隆的論文《鋤犁拓邦誼：臺灣農耕隊在上伏塔的國民外交》指出，布基纳法索之所以與中華民國復交，是因為孔波雷知道非洲金融共同体法郎將會大幅貶值，並因而引發經濟失衡:143。
断交期间，中国曾在布基纳法索驻有留守组，对布基纳法索事务曾由驻科特迪瓦大使馆兼辖。
2018年5月24日，布吉納法索發表聲明與中華民國再度斷交，並於26日與中華人民共和國復交。2018年7月12日，中华人民共和国驻布基纳法索大使馆复馆。

## 經貿關係
- 中国大陸到布基纳法索的出口貿易[17]
- 布基纳法索到中国大陸的出口貿易[18]

根據經濟複雜性研究中心網站上的數據，中国大陸到布基纳法索的出口貿易在1995年至2006年均低於4,000萬美元，其後在2007年上升至超過1.2億美元，並在2011年升至超過2億美元，但在2012年突然下降至不足8,000萬美元。布基纳法索到中国大陸的出口貿易在2003年至2006年一直上升，雖然其後有所波折，但仍然在2012年升至2億美元；在2003至2012年，布基纳法索出口到中国大陸的貨物大部分是紡織品。中国大陸在2012年是布基纳法索第二大的出口目的地。

## 僑民
2005年，旅居布吉納法索的華人約50餘人，其中來自台灣的僑民有3人。